# Xương Hi
Xương Hi (chữ Hán: 昌豨; phiên âm: Chāng Xī; ? - 206) là một tướng lĩnh quân phiệt vào cuối thời Đông Hán trong lịch sử Trung Quốc. Ban đầu ông là tướng cướp ở Thái Sơn dưới quyền thủ lĩnh Tang Bá, sau đó đi theo Lã Bố, rồi quy hàng Tào Tháo. Cuối cùng do ý định nổi loạn nên bị tướng Vu Cấm chém đầu.

## Cuộc đời

### Làm tướng ở Thái Sơn
Khoảng đầu những năm 190, tàn dư Khăn Vàng cướp phá khắp nơi, Xương Hi cùng Tang Bá đi theo giúp Đào Khiêm dẹp loạn. Sau đó, Tang Bá ly khai Đào Khiêm và tự tạo dựng lực lượng. Xương Hi cùng ba người bạn là Tôn Quan, Ngô Đôn, Doãn Lễ đã tập hợp quân lính tại Thái Sơn, đưa Tang Bá lên làm thủ lĩnh cao nhất.
Trong lúc Tào Tháo tác chiến ở Duyện châu, có một băng đạo tặc ở Trung Mâu định liên kết với Xương Hi để tạo phản nhưng đã nhanh chóng bị Lã Kiền đánh dẹp.
Năm 195, sứ quân Lã Bố làm chủ Từ châu, đuổi chúa cũ là Lưu Bị ra ở Tiểu Bái. Tang Bá dẫn bọn Tôn Quan, Xương Hi đến quy phục Lã Bố.
Đến năm 199, Tào Tháo đến đánh Từ châu, Xương Hi đi theo trợ chiến cho Lã Bố. Tuy nhiên, Bố vẫn thua trận và bị giết ở Hạ Bì, Từ châu bị Tào Tháo chiếm. Tang Bá cùng với Tôn Quan, Ngô Đôn và Doãn Lễ đến đầu hàng Tào Tháo và được ông ta thu dụng. Chỉ riêng mình Xương Hi không chịu thuần phục mà vẫn cát cứ ở Thái Sơn.

### Đầu hàng Trương Liêu
Năm 200, Tào Tháo tác chiến với Viên Thiệu ở trận Quan Độ. Xương Hi bèn cất hơn một vạn quân và đánh chiếm Đông Hải. Tào Tháo sai Trương Liêu (tướng cũ của Lã Bố) đi bình định các huyện thuộc đất Lỗ. Trương Liêu cùng với Hạ Hầu Uyên dẫn quân đi đánh dẹp tàn dư của đạo tặc Thái Sơn, bao vây được Xương Hi ở Đông Hải. Vây được vài tháng, lương thực bắt đầu cạn, Hạ Hầu Uyên định lui quân, Trương Liêu bàn rằng:
"Mấy hôm nay, mỗi khi tôi đi tuần trước trại đều thấy Xương Hi nhìn tôi chằm chằm, dường như có điều gì muốn nói. Hơn nữa, chúng bắn tên ra ngày một ít đi, thế là ông ta do dự rồi. Tôi muốn hẹn nói chuyện với ông ta."
Trương Liêu sai người hẹn Xương Hi ra nói chuyện và thuyết phục Hi đầu hàng. Xương Hi bèn đồng ý. Trương Liêu một mình trèo lên núi Tam Công, vào nhà Xương Hi, hỏi thăm vợ con của Hi. Xương Hi cảm động, bèn đi theo Trương Liêu đến gặp Tào Tháo.

### Bị dẹp bởi Vu Cấm
Năm 206, Tào Tháo chiếm được Ký Châu từ Viên Thiệu. Nhân lúc quân Tào đi chinh phạt xa ở phương bắc, Xương Hi vốn đã đầu hàng, nhưng nay lại nổi loạn chống lại Tào Tháo. Tào Tháo ra lệnh Vu Cấm đi đánh Xương Hi. Vì Cấm vốn là bạn cũ của Hi, nên Xương Hi đã đầu hàng Vu Cấm. Khi mà thuộc hạ của Vu Cấm khuyên nên áp giải Xương Hi đến cho Tào Tháo phán quyết, Vu Cấm nói:
"Các người còn không biết luật của Tào Công? Kẻ nào đã bị vây rồi mới hàng không được tha. Ta nên theo luật mà làm, giữ sự nghiêm minh. Xương Hi tuy là bạn cũ của ta, nhưng ta không thể phá luật chỉ vì thế!."
Vu Cấm tự thân đến điều hành việc xử tử Xương Hi và chảy nước mắt khi ra lệnh. Khi Tào Tháo nghe được chuyện này, mới thán rằng,
"Chẳng phải ý trời sao khi mà Xương Hi đến hàng Vu Cấm chứ không hàng ta?."
Sau đó, Vu Cấm được thăng làm Hổ Uy Tướng Quân cho nỗ lực bình Xương Hi.

## Trong văn học
Trong Tam Quốc diễn nghĩa, do Tang Bá được đề cập là bộ tướng của Lã Bố ngay từ đầu, cho nên lực lượng thảo khấu ở Thái Sơn được cầm đầu bởi Tôn Quan, Ngô Đôn, Doãn Lễ và Xương Hi, được gọi là "Thái Sơn tứ khấu". Kết thúc của Xương Hi không được tiểu thuyết nói đến.